# Tullio Giannotti
Tullio Giannotti (Roma, 3 ottobre 1891 – Battaglia del Levante, 13 luglio 1938) è stato un militare italiano, decorato con la medaglia d'oro al valor militare alla memoria nel corso della guerra di Spagna.

## Biografia
Nacque a Roma il 3 ottobre 1891,  figlio di Alessandro e Amelia Lucchetti.
Conseguita la licenza liceale presso il Liceo "De Merode" di Roma, nel novembre 1912 fu chiamato a prestare servizio militare di leva nel Regio Esercito, assegnato all'arma di fanteria, venendo nominato sottotenente di complemento presso l'81º Reggimento fanteria "Torino". Prese parte alla prima guerra mondiale con il 74º Reggimento fanteria "Lombardia" e con la promozione a capitano, dal febbraio 1917, al 250º Reggimento fanteria "Pallanza". Rimase ferito in combattimento e rientrato al fronte, fu destinato al 111º Reggimento fanteria "Piacenza" schierato sulla linea del Piave. Posto in congedo nel 1919 ottenne la promozione a maggiore a scelta nell'ottobre 1931. Dopo alcuni richiami in servizio per istruzione, ottenne a domanda di partecipare alle operazioni militari nel corso della guerra di Spagna assegnato a 1º Reggimento fanteria "Volontari del Littorio", in forza alla 4ª Divisione fanteria "Littorio", che raggiunse nel febbraio 1937. Promosso tenente colonnello nello stesso anno, assunse il comando del I Battaglione del reggimento. Cadde in combattimento nel corso della battaglia del Levante,13 luglio 1938, e fu poi insignito della medaglia d'oro al valor militare alla memoria. Il governo spagnolo volle onorarlo decorandolo alla memoria con la Medalla Militar.

### Fonti
1. ↑  Gruppo Medaglie d'Oro al Valore Militare 1965, p. 314.
2. 1 2 3 4 5 6 7 8 9  Combattenti Liberazione.
3. ↑   Medaglia d'oro al valor militare Giannotti, Tullio, su quirinale.it, Quirinale. URL consultato l'11 febbraio 2023.
4. ↑  Registrato alla Corte dei conti lì 4 maggio 1939,  guerra registro 17, foglio 329.